# One Grand Central Place
One Grand Central Place (în trecut Lincoln Building) este o clădire ce se află în New York City.